# Funktionenraum
In der Mathematik ist ein Funktionenraum eine Menge von Funktionen, die alle denselben Definitionsbereich besitzen. Allerdings kann der Begriff Funktionenraum – ähnlich wie der mathematische Begriff Raum – nicht scharf abgegrenzt werden.
Meist ist ein Funktionenraum mit einer Vektoraddition und Skalarmultiplikation versehen, so dass er einen Vektorraum bildet, dann spricht man von einem linearen Funktionenraum. Viele wichtige lineare Funktionenräume sind unendlichdimensional. Diese bilden einen wichtigen Untersuchungsgegenstand der Funktionalanalysis. Lineare Funktionenräume werden häufig mit einer Norm versehen, sodass ein normierter Raum oder – im Falle der Vollständigkeit – sogar ein Banachraum entsteht. In anderen Fällen werden lineare Funktionenräume durch Definition einer Topologie zu einem topologischen Vektorraum oder einem lokalkonvexen Raum.

## Begrifflichkeit
Funktionenräume sind im Bereich der linearen Algebra Vektorräume, deren Elemente als Funktionen aufgefasst werden. Hauptsächlich werden Funktionenräume allerdings im Bereich der Funktionalanalysis betrachtet. Hier wird unter einem Funktionenraum ein Vektorraum mit einer topologischen Struktur verstanden, dessen Elemente als Funktionen aufgefasst werden.

### In der linearen Algebra

Addition im Funktionenraum: Die Summe der Sinusfunktion und der Exponentialfunktion ist mit

Sei {\displaystyle D} eine Menge und {\displaystyle V} ein Vektorraum über einem Körper {\displaystyle K}, dann bezeichnet {\displaystyle V^{D}} (auch {\displaystyle \operatorname {Abb} (D,V)} oder {\displaystyle \operatorname {F} (D,V)}) die Menge aller Funktionen von {\displaystyle D} nach {\displaystyle V}. Die Menge {\displaystyle V^{D}} wird für {\displaystyle f,g\in V^{D}} und für Skalare {\displaystyle \lambda \in K} durch die folgenden beiden Verknüpfungen zu einem Vektorraum:
- Addition: {\displaystyle (f+g)\colon D\to V,\,x\mapsto f(x)+g(x)}
- Skalarmultiplikation {\displaystyle \lambda f\colon D\to V,\,x\mapsto \lambda \cdot f(x)}

Dieser Vektorraum {\displaystyle V^{D}} und die Untervektorräume von {\displaystyle V^{D}} werden im Bereich der linearen Algebra als linearer Funktionenraum bezeichnet.

### In der Topologie
In der Topologie versteht man unter einem Funktionenraum einen topologischen Raum, dessen Elemente Funktionen von einer Menge oder einem topologischen Raum {\displaystyle X} in einen topologischen Raum {\displaystyle Y} sind und dessen Topologie von der Topologie von {\displaystyle X} und {\displaystyle Y} und eventuellen Zusatzstrukturen, wie zum Beispiel einer Metrik oder einer uniformen Struktur, abgeleitet ist. Häufig wird die Kompakt-Offen-Topologie verwendet.

### In der Funktionalanalysis
Sei {\displaystyle D} eine nichtleere Menge, {\displaystyle V} ein topologischer Vektorraum (oftmals ein Banachraum oder lokalkonvexer Vektorraum) und {\displaystyle V^{D}} der Vektorraum aller Abbildungen von {\displaystyle D} nach {\displaystyle V}. Ein linearer Funktionenraum im Bereich der Funktionalanalysis ist ein Untervektorraum von {\displaystyle V^{D}}, der mit einer von {\displaystyle V} abgeleiteten topologischen Struktur versehen ist.

## Geschichte
Die Geschichte der Funktionenräume kann in drei Phasen unterteilt werden. Die erste Phase begann etwa zu Anfang des zwanzigsten Jahrhunderts und dauerte bis in die Mitte der 1930er-Jahre. In dieser Zeit entstanden die Funktionenräume {\displaystyle C^{k}} der {\displaystyle k}-mal stetig-differenzierbaren Funktionen, genauso wie die klassischen Lebesgue-Räume der {\displaystyle p}-integrierbaren Funktionen. Außerdem werden noch die Räume der hölderstetigen Funktionen und die klassischen Hardy-Räume zu dieser Phase gerechnet.
Die zweite, die konstruktive Phase, begann mit den Veröffentlichungen von Sergei Lwowitsch Sobolew aus den Jahren 1935 bis 1938, in denen er die heute nach ihm benannten (ganzzahligen) Sobolew-Räume einführte. Die Theorie der Distributionen entstand und neue Techniken, wie zum Beispiel Einbettungssätze, wurden zum Lösen partieller Differentialgleichungen entwickelt. In dieser Phase wurden Funktionenräume mit Normen beziehungsweise Quasi-Normen ausgestattet. Wichtige neuentwickelte Räume dieser Zeit sind die Zygmund-Räume (oder Klassen), die Slobodeckij-Räume, die klassischen Besov-Räume und die Bessel-Potential-Räume. In den 1960er-Jahren wurden außerdem der BMO-Raum von Fritz John und Louis Nirenberg und die reellen Hardy-Räume von Elias Stein und Guido Weiss eingeführt.
Die dritte Phase, welche als systematische Phase bezeichnet wird, begann in den 1960er-Jahren und überschnitt sich klar mit der konstruktiven Phase. Hier wurden die Techniken der Fourier-Analysis weiterentwickelt und sogenannte Maximalungleichungen untersucht. Mit Hilfe dieser Werkzeuge wurden die Besov-Lebesgue-Räume {\displaystyle B_{p,q}^{s}} und die Lizorkin-Triebel-Räume {\displaystyle F_{p,q}^{s}} entwickelt. Diese beiden Räume lassen sich in den Raum der temperierten Distributionen {\displaystyle S'} einbetten. Wie ihre Definitionen vermuten lassen, sind diese Räume sehr eng mit Fourier-Analysis verflochten. Ein ähnliches Konzept, allerdings mit kongruenten statt dyadischen Überdeckungen verfolgen die Modulationsräume.

## Beispiele

### Topologie
- Sind {\displaystyle M} und {\displaystyle N} topologische Räume, so schreibt man {\displaystyle {\mathcal {C}}(M,N)} für die Menge der stetigen Funktionen {\displaystyle f\colon M\to N}.
- Ist auf {\displaystyle N} eine Metrik {\displaystyle d} gegeben, dann kann man sinnvoll von der Menge der beschränkten Funktionen sprechen (auch ohne Topologie auf {\displaystyle M}). Für diese Abbildungsmenge wird unter anderem die Notation {\displaystyle B(M,N)} verwendet. Ist auch auf {\displaystyle M} eine Topologie definiert, schreibt man {\displaystyle {\mathcal {C}}_{b}(M,N)} für die Menge der beschränkten stetigen Funktionen. Auf diesen Räumen wird durch

{\displaystyle d_{\infty }\colon (f,g)\mapsto \sup _{x\in M}d(f(x),g(x))}
eine Metrik definiert. Alternativ ist auch die Metrik
{\displaystyle d'_{\infty }\colon (f,g)\mapsto \min\{1,\sup _{x\in M}d(f(x),g(x))\}}
möglich. Diese beiden Metriken erzeugen aber dieselben offenen Mengen, sodass sie äquivalent behandelt werden können.
- Sind die Topologien auf {\displaystyle M} und {\displaystyle N} durch eine Pseudometrik oder eine Metrik gegeben, dann schreibt man {\displaystyle {\mathcal {C}}_{u}(M,N)} für die Menge der gleichmäßig stetigen Funktionen. Sind {\displaystyle M} und {\displaystyle N} uniforme Räume, dann bezeichnet diese Notation die Menge der uniform-stetigen Funktionen, das heißt jener Funktionen, die die uniformen Strukturen respektieren.
- Ist {\displaystyle N} der Körper der reellen Zahlen oder der komplexen Zahlen und ist aus dem Zusammenhang klar, in welchen Körper die Funktionen abbilden, wird dieser bei der Notation meist weggelassen, und man schreibt dann kurz {\displaystyle {\mathcal {C}}(M)}, {\displaystyle {\mathcal {C}}_{b}(M)} bzw. {\displaystyle {\mathcal {C}}_{u}(M)}.

### Funktionalanalysis
Die meisten Funktionenräume werden in der Funktionalanalysis untersucht. Die folgende Liste ist eine Auswahl der dort untersuchten Räume. Sei {\displaystyle D} die Definitionsmenge der untersuchten Funktionen. Dann ist
- {\displaystyle {\mathcal {C}}^{p}(D)} der Raum der {\displaystyle p}-fach stetig differenzierbaren Funktionen mit {\displaystyle p\in \mathbb {N} \cup \{0,\infty \}}. Falls {\displaystyle D} kompakt ist, ist der Raum für p=0 bezüglich der üblichen Norm

{\displaystyle \|f\|_{{\mathcal {C}}^{p}(D)}=\sup _{k\leq p}\,\sup _{x\in D}|f^{(k)}(x)|}
ein Banachraum. Siehe Differentiationsklasse.
- {\displaystyle {\mathcal {C}}^{p,\alpha }(D)} der Raum der {\displaystyle p}-fach stetig differenzierbaren Funktionen, die hölderstetig mit Exponenten {\displaystyle \alpha \in (0,1]} sind. Ist {\displaystyle D} kompakt, so ist {\displaystyle {\mathcal {C}}^{p,\alpha }(D)} versehen mit der Norm

{\displaystyle \|f\|_{C^{p,\alpha }}:=\sum _{|\beta |\leq p}{\sup _{x\in D}{\|(D^{\beta }f)(x)\|}}+\sum _{|\beta |=p}\sup _{x\neq y}{\frac {|(D^{\beta }f)(x)-(D^{\beta }f)(y)|}{|x-y|^{\alpha }}}}
ein Banachraum, wobei {\displaystyle \beta } ein Multiindex ist. {\displaystyle {\mathcal {C}}^{p,1}(D)} wird auch als Raum der lipschitzstetigen Funktionen bezeichnet.
- {\displaystyle C_{0}^{\infty }}, {\displaystyle C_{c}^{\infty }} oder {\displaystyle {\mathcal {D}}(D)} der Raum der Testfunktionen. Er enthält alle glatten Funktionen mit kompaktem Träger und ist mit der Topologie versehen, welche durch den Konvergenzbegriff induziert wird. Eine Folge {\displaystyle (\phi _{j})_{j\in J}} konvergiert in {\displaystyle {\mathcal {D}}(D)} gegen {\displaystyle \phi }, wenn es ein Kompaktum {\displaystyle K\subset D} gibt mit {\displaystyle \operatorname {supp} (\phi _{j})\subset K} für alle j, und

{\displaystyle \lim _{j\to \infty }\sup _{x\in K}\left|\partial _{x}^{\alpha }(\phi _{j}(x)-\phi (x))\right|=0}
für alle Multiindizes {\displaystyle \alpha \in \mathbb {N} ^{n}} gilt.
- {\displaystyle L^{p}(D)} der Raum der {\displaystyle p}-fach Lebesgue-integrierbaren Funktionen (siehe Lp). Dieser Raum besteht nicht aus einzelnen Funktionen, sondern aus Äquivalenzklassen von Funktionen, welche sich nur auf einer Lebesgue-Nullmenge unterscheiden. Aus diesem Grund ist für {\displaystyle p\geq 1} auch die {\displaystyle L^{p}}-Norm

{\displaystyle \|f\|_{L^{p}(D)}=\left(\int _{D}|f(x)|^{p}\,\mathrm {d} x\right)^{\frac {1}{p}}}
positiv definit und damit wirklich eine Norm. Bezüglich dieser Norm ist der {\displaystyle L^{p}}-Raum auf kompakten Mengen ebenfalls ein Banachraum. Der Spezialfall L2 ist sogar ein Hilbertraum. Dieser Raum wird in der Quantenmechanik häufig benutzt. Es ist der Raum der Wellenfunktionen. Für {\displaystyle 0<p<1} kann man die {\displaystyle L^{p}}-Räume analog definieren, jedoch sind diese keine normierten Räume.
- {\displaystyle L_{\mathrm {loc} }^{1}(D)} der Raum der lokal integrierbaren Funktionen. Sei {\displaystyle f\colon D\to \mathbb {R} } eine messbare Funktion. Lokal integrierbar bedeutet, dass für alle kompakten Teilmengen {\displaystyle K\subset D} das Integral

{\displaystyle \int _{K}|f(x)|\,\mathrm {d} x}
endlich ist. Genauso wie die {\displaystyle L^{p}}-Räume besteht der Raum {\displaystyle L_{\mathrm {loc} }^{1}(D)} aus Äquivalenzklassen von Funktionen. Insbesondere sind stetige Funktionen und Funktionen aus {\displaystyle L^{p}} lokal integrierbar. Der Raum {\displaystyle L_{\mathrm {loc} }^{1}(\mathbb {R} )} wird bei der Betrachtungen regulärer Distributionen benötigt.
- {\displaystyle W^{k,p}(D)} der Raum der schwach differenzierbaren Funktionen. Er trägt den Namen Sobolew-Raum. Dieser Raum wird oft als Ansatzraum zum Lösen von Differentialgleichungen benutzt. Denn jede stetig differenzierbare Funktion ist auch schwach differenzierbar.

- {\displaystyle S(\mathbb {R} ^{n})} der Raum der Funktionen, die schneller fallen als jede Polynomfunktion. Die Menge heißt Schwartz-Raum, benannt nach dem gleichnamigen, französischen Mathematiker Laurent Schwartz. Der Raum wurde so konstruiert, dass die Fourier-Transformation ein Isomorphismus auf ihm ist. Der Dualraum des Schwartz-Raums ist der Raum der Temperierten Distributionen.

- Indem man reelle oder komplexe Zahlenfolgen als Abbildungen von {\displaystyle \mathbb {N} } nach {\displaystyle \mathbb {R} } bzw. {\displaystyle \mathbb {C} } auffasst, kann man auch jeden Vektorraum von Folgen als Funktionenraum verstehen.

- {\displaystyle {\mathcal {O}}(D)} ist der Raum der holomorphen Funktionen. Diese Funktionen sind beliebig oft differenzierbar, und ihre Taylor-Reihe konvergiert gegen die Ausgangsfunktion. Oftmals nennt man holomorphe Funktionen auch analytisch. Manchmal notiert man diesen Raum auch mit {\displaystyle C^{\omega }(D)}.

- {\displaystyle H^{p}(D)} ist der Raum der holomorphen, integrierbaren Funktionen, er heißt Hardy-Raum und ist ein Analogon zum {\displaystyle L^{p}}-Raum. Üblicherweise wird als Definitionsmenge die Einheitssphäre verwendet.

## Funktionenräume in der theoretischen Informatik
Hier werden insbesondere Funktionenräume im Zusammenhang mit Modellen des Lambda-Kalküls verwendet. Dessen Objekte treten gleichermaßen als Funktionen, aber auch als deren Argumente und Resultate auf. Wünschenswert ist daher ein Gegenstandsbereich {\displaystyle D}, dessen Funktionenraum {\displaystyle D^{D}} isomorph zu {\displaystyle D} selbst ist, was aus Kardinalitätsgründen aber nicht möglich ist. Dana Scott konnte dieses Problem 1969 durch Einschränkung von {\displaystyle D^{D}} auf stetige Funktionen bzgl. einer geeigneten Topologie auf {\displaystyle D} lösen. Bezeichnet {\displaystyle [D\rightarrow D]} die stetigen Funktionen einer vollständigen Halbordnung, dann ist {\displaystyle D\cong [D\rightarrow D]}. Diese Form von Funktionenräumen ist heute Gegenstand der Bereichstheorie. Später konnte ein ebenfalls geeigneter Funktionenraum {\displaystyle D^{D}} als Retraktion eines Objekts {\displaystyle D} in einer kartesisch abgeschlossenen Kategorie gefunden werden.